# Последняя ведьма
«Последняя ведьма» (словац. Posledná bosorka) — чехословацкий цветной фильм 1957 года режиссёра Владимира Багны.
Фильм представлял словацкое кино на X-ом Международный фестиваль в Карловых Варах.

## Сюжет
XVIII век, город Трнава — резиденция архиепископа. Художник Питер пишет алтарную картину пытки Святой Юлии. Образцом ему назначают жену судьи. Однако художник отказывается, так как жена судьи — поверхностный человек, не имеющий ничего общего со Святым. Но икона не выходит. Долгие поиски модели ни к чему не приводят, и когда Петер собирается совсем отказаться от задумки, он встречает девушку Юлию, внучку мельника, живущую вместе с дедом вдали от людей. Вдохновленный образом чистоты и невинности девушки, он пишет с неё святую, но закончив работу узнает от деда, что мать его модели была сожжена по обвинению в колдовстве. Выбор такого образа для иконы настолько возмутил церковников, что они обвиняют девушку в колдовстве и решают сжечь, как ведьму. Петра и Юлию бросают в темницу. Трнавские студенты, идя наперекор ректору, спасают их от ужасной смерти.

## В ролях
- Ольга Зёльнерова — Юлия
- Микулаш Хуба — мастер Пётр
- Франтишек Дибарбора — ректор Мельхориос
- Кароль Махата — студент Гашпар Седмик
- Йозеф Крамар- студент Валачек
- Антон Мрвечка — студент Куклер
- Вильям Заборский — Игнац Зартль, ректор Трнавы
- Мария Преховска — Аранка
- Штефан Галас — Даниэль Габриэль
- Самюэль Адамчик — дед Юлии
- Йозеф Кронер — Якуб Крвай
- Войцех Коварик — кардинал Ричелли
- Алоиз Крамар — Валачек
- Гелена Зварикова — Розка
- Эва Полакова — кузина Габриэля
- Кароль Бадани — епископ
- Иозеф Черни — член Совета Трнавского университета
- Арношт Гарлатты — Капух, сапожник
- Эмиль Горват — писарь
- Ондрей Ярьябек — нищий
- Ян Климо — Яслинский, профессор логики
- Виктор Благо — церковный сановник
- Юрай Пашка — церковный сановник
- Людовит Рейтер — стражник при позорной клетке
- Штефан Петрак — капитан
- Гейза Седлак — палач
- Карол Сковаи — слуга Бенедикт